# توجبا
كانت توجبا بلدة في جنوب وسط موريتانيا. تم اكتشاف أطلالها في التحقيقات الأثرية بحثًا عن موقع أودغست القريب. 